# Sally Gardner
Sally Gardner, nata Sarah Gardner (Londra, 1954), è una scrittrice e illustratrice britannica specializzata in letteratura per l'infanzia.

## Biografia
Nata nel 1954 a Londra dove tuttora vive, i suoi libri sono stati tradotti in 22 lingue e ha venduto più di un milione e mezzo di copie nel Regno Unito.
Dislessica, ha imparato a leggere e a scrivere a 14 anni, studiando in scuole speciali fino a laurearsi in arte e specializzarsi in teatro, divenendo costumista per importanti produzioni.
Con il suo romanzo Il pianeta di Standish avente per protagonista un ragazzo affetto da dislessia ha vinto il Costa Book Awards nel 2012, la Carnegie Medal nel 2013 e il Premio Andersen l'anno successivo.

## Opere tradotte in italiano

### Scrittrice e illustratrice
- Fiabe di principesse (A Book of Princesses, 1997), Milano, Mondadori, 1998 traduzione di Tiziana Merani ISBN 88-04-45615-9.
- L' arcigna Contessa del Regno del Salotto (The Countess's Calamity, 2003), Casale Monferrato, Piemme, 2005 traduzione di Elisa Puricelli Guerra ISBN 88-384-3272-4.

### Solo scrittrice
- La figlia del mercante di seta (I, Coriander, 2005), Milano, Salani, 2008 traduzione di Elda Levi ISBN 978-88-8451-776-0.
- Il pianeta di Standish (Maggot Moon, 2012), Milano, Feltrinelli, 2013 traduzione di Delfina Vezzoli ISBN 978-88-07-92195-7.
- Tinder (Tinder, 2013), Milano, Rizzoli, 2015 traduzione di Giordano Aterini ISBN 978-88-17-08476-5.

### Solo illustratrice
- Fiabe di fate e folletti (The real fairy storybook, 1998) di Georgie Adams, Milano, Mondadori, 1998 traduzione di Tiziana Merani ISBN 88-04-45616-7.
- Diario di Polly che scappa di casa (Polly's running away book, 2000) di Frances Thomas, Milano, Fabbri, 2001 traduzione di Lorenza Bernardi ISBN 88-451-2548-3.